# Lizonne
Die Lizonne (im Oberlauf bis Édon Nizonne genannt), okzitanisch Lisona bzw. Nisona, ist ein Fluss in Frankreich, der in der Region Nouvelle-Aquitaine verläuft.

## Etymologie
Der Name Lisonne leitet sich von der Wurzel Leiz bzw. Lez, baskisch Leize (Sturzbach), und der Endung onna ab.

## Durchflossene Gemeinden
Im Département Dordogne:
- Sceau-Saint-Angel
- Saint-Front-sur-Nizonne
- Champeaux-et-la-Chapelle-Pommier
- Rudeau-Ladosse
- Saint-Sulpice-de-Mareuil
- Puyrenier
- Beaussac
- Les Graulges
- Sainte-Croix-de-Mareuil
- La Rochebeaucourt-et-Argentine
- Champagne-et-Fontaine
- Vendoire
- Nanteuil-Auriac-de-Bourzac
- Bouteilles-Saint-Sébastien
- Saint-Paul-Lizonne
- Allemans (Mündung)

Im Département Charente:
- Combiers
- Édon
- Blanzaguet-Saint-Cybard
- Gurat
- Vaux-Lavalette
- Salles-Lavalette
- Palluaud
- Saint-Séverin (Mündung)

## Verlauf
Die Lizonne entspringt auf 200 Meter Höhe im Regionalen Naturpark Périgord-Limousin, in der Nähe des Weilers Morelière im Gemeindegebiet von Sceau-Saint-Angel. Sie entwässert anfangs in westlicher Richtung, und nimmt nach zirka 20 Kilometer als linken Nebenfluss die Belle auf. Anschließend dreht sie auf Südost und behält auf 14 Kilometern diese Richtung bei. Ab Gurat fließt sie dann weitere 26 Kilometer in Südrichtung und mündet nach insgesamt rund 60 Kilometern auf 48 Metern Höhe beim Ort Le Pontet an der Gemeindegrenze von Allemans und Saint-Séverin als rechter Nebenfluss in die Dronne. Auf ihrem Weg durchquert die Lizonne das Département Dordogne und berührt auf ihren letzten 20 Kilometern auch das Département Charente.

## Geologie
Der Verlauf der Lizonne erfolgt vollständig in flachliegenden Sedimentgesteinen des nördlichen Aquitanischen Beckens.
Die Quelle der Lizonne befindet sich in Knollenkalken des Ligériens (Unterturon). Der Fluss folgt dieser Formation bis Champeau, wo er ins stratigraphisch höhere Angoumien überwechselt. Vor Combiers trifft er dann auf Coniacium, gefolgt von spätpleistozänem Kolluvium, das aus Sanden des Santoniums hervorgegangen ist. Kurz vor La Rochebeaucourt überquert die Lizonne die Störung der Mareuil-Antiklinale und wird dadurch ins stratigraphisch tiefere Turonium zurückgeworfen. Es folgen weitere kleinere Störungen, jedoch ohne nennenswerte Versätze bei Argentine. Bei Nadaillac durchfließt die Lizonne dann erneut Coniacium. Im weiteren Verlauf durchschneidet der Fluss typische Kreideschichten des Santoniums und schließlich ab Gurat auch des Campaniums (bis zur Mündung).

## Hydrologie
Die Lizonne besitzt ein Gefälle von 2,51 m/km. Ihr Einzugsgebiet ist 640 Quadratkilometer groß. Sie besitzt eine mittlere Abflussmenge von 5,28 m³/s (Messstation Saint-Séverin). In Saint-Séverin wurde am 4. März 2007 eine maximale Abflussmenge von 55,9 m³/s gemessen (Tagesdurchschnittswert). Dieser Wert wurde am 10. November 2000 durch einen momentanen Spitzenwert von 63,2 m³ noch übertroffen.

## Ökologie
Das Tal der Nizonne ist gemäß Natura 2000 als bedeutendes Naturschutzgebiet ausgewiesen, das folgende bedrohte Tierarten aufzuweisen hat: Nerz Mustela lutreola, Dohlenkrebs Austropotamobius pallipes, die Karpfentaxa Rhodeus sericeus amarus und  Chondrostoma toxostoma sowie Stromtal-Wiesenvögelchen Coenonympha oedippus. Ferner bestehen zwei Ökotope des Typs 1 (französisch ZNIEFF - zone naturelle d'interêt écologique, faunistique et floristique):
- im Nizonnetal mit insgesamt 2649 Hektar Fläche
- in den Torfmooren der Lizonne bei Vendoire.

## Geschichte
Menschliche Siedlungsspuren im Lizonnetal gehen bis ins Obere Paläolithikum zurück (Funde aus dem Moustérien und Solutréen in der Gemeinde Édon bei Gavechou, La Cassine und Le Moulin de Ménieux, sowie aus dem ausgehenden Magdalénien bei Les Fieux, Gemeinde La Rochebeaucourt-et-Argentine). Aus dem Mesolithikum stammen mehrere Hügelsiedlungsplätze auf der rechten Talseite (in der Gemeinde Combiers bei La Serve, Le Chalard und Les Bernouilles, sowie in der Gemeinde Édon bei La Gonterie und La Verrerie). Offene Siedlungsplätze des ausgehenden Neolithikums wurden im Gemeindegebiet von Champagne-et-Fontaine (Moulin du Vivier, Puy de Versac) entdeckt. Überreste aus der bronzezeitlichen Kultur von Artenac kommen von der Gemeinde Vendoire (Moulin de Mondot). An der letztgenannten Fundstätte befinden sich überdies die Reste einer gallorömischen Villa und möglicherweise einer Römerstraße.
Im Mittelalter um das Jahr 1000 entstanden dann die jetzt noch bestehenden Dorfgemeinden mit ersten Verwaltungsstrukturen. Zahlreiche romanische Kirchen säumen den Verlauf der Lizonne. Aus demselben Zeitabschnitt stammen auch mehrere Festungsanlagen (Puyrateau bei Gurat, Villebois-Lavalette, Schloss von Argentine) und auf Hügeln errichtete Wehrschanzen (Grésignac in der Gemeinde La Chapelle-Grésignac, Haute Fayette in der Gemeinde Édon).
Die Lizonne war einst Grenzfluss zwischen den gallischen Stämmen der Santonen im Nordwesten und der Petrocoriern im Südosten. Später etablierte sich entlang ihres Verlaufs die Sprachgrenze zwischen der Langue d'oïl im Nordwesten und der Langue d'oc im Südosten (französisch/okzitanisch).

## Sehenswürdigkeiten am Fluss
- Die romanische Kirche Saint-Front von Saint-Front-sur-Nizonne.
- Die Kirche Saint-Martin von Champeau.
- Das Château des Bernadières bei Champeau.
- Das Château d’Aucors bei Beaussac.
- Die Kirche Saint-Théodore von La Rochebeaucourt.
- Die unterirdische Felsenkirche Saint-Georges von Gurat.
- Die Torfmoore der Lizonne bei Vendoire.